# Tudo é Bom pra se Dançar
Tudo é Bom pra se Dançar é o 13º álbum de estúdio e o primeiro bilíngue da atriz e cantora mexicana Verónica Castro, lançado em Novembro de 1991 pela gravadora PolyGram. É constituído por canções em português e espanhol, boa parte de seu álbum Mi Pequeña Soledad (1990). Destaque para a faixa "Emociones", versão em espanhol da canção "Emoções" de Roberto Carlos, que servia de tema para seu programa Show Verónica exibida pelo então Canal de las Estrellas da Televisa. Foi lançado exclusivamente no Brasil, e o único da artista a ser lançado no país até então. 

## Informações
No dia 28 de Maio de 1991, o SBT estreou no Brasil a novela mexicana Rosa Salvaje (1987), protagonizado por Castro e Guillermo Capetillo. Juntamente com a também mexicana Carrusel (1989), com qual dividia o horário nobre da emissora, Rosa Salvaje foi um sucesso de audiência na época, chegando até a dar 35 pontos. Castro já era bem conhecida pelo público brasileiro pela exibição de Los Ricos También Lloran (1979) em 1982 pela emissora, o que também contribuiu para o êxito de Rosa Salvaje.
O sucesso da novela no país motivou a artista a pensar em gravar um álbum com algumas canções em português. No dia 25 de Agosto, Castro veio ao Brasil pela primeira vez a convite do SBT e da gravadora PolyGram para divulgar Rosa Salvaje e gravar o álbum. A artista realizou uma coletiva de imprensa no  hotel Crowne Plaza em São Paulo, e também participou de alguns programas do SBT como Hebe, Jô Soares Onze e Meia, Viva a Noite e Show de Prêmios. Sua vinda ao país quase coincidiu com a da também atriz mexicana Gabriela Rivero, protagonista da novela Carrusel. Como a visita de Rivero causou comoção maior, rendendo até uma descida na rampa do Palácio do Planalto com o então Presidente Fernando Collor de Mello, a presença posterior de Castro no país foi um pouco ofuscada.
O álbum foi lançado em Novembro do mesmo ano, três meses após sua gravação. Já o single "Tudo é Bom pra se Dançar", foi lançado em Agosto, período em que Castro estava no Brasil. Foi interpretado pela artista nos programas Hebe, Jô Soares Onze e Meia e Show de Prêmios. Seu videoclipe foi gravado no país durante a sua participação no quadro Sonho Maluco do programa Viva a Noite.

## Faixas
| N.º            | Título                     | Compositor(es)                                          | Duração |  |
| 1.             | "Tudo é Bom pra se Dançar" | Alberto Balermo Mario Capuano G. Capuano Joran          | 3:33    |  |
| 2.             | "Corazón Herido"           | Anibal Pastor                                           | 3:22    |  |
| 3.             | "Me Faltas"                | T. Catugno Verónica Castro                              | 4:21    |  |
| 4.             | "Emociones"                | Roberto Carlos L. G. Escolar                            | 3:57    |  |
| 5.             | "A Cigana"                 | Palito Ortega Lalo Francen Joran                        | 2:02    |  |
| 6.             | "Meu Tolo Amor"            | Hosen Gordon Villa Joran                                | 3:05    |  |
| 7.             | "Imagem"                   | Eduardo Magallanes Massias Castro J. M. López Lee Joran | 3:07    |  |
| 8.             | "Lo Mismo"                 | Rúben Fuentes                                           | 3:44    |  |
| 9.             | "Chiquita Pero Pecosa"     | Benjamin Sánchez Mota                                   | 2:55    |  |
| 10.            | "Mamma Mia"                | Sue Javier                                              | 3:23    |  |
| Duração total: | Duração total:             | Duração total:                                          | 33:38   |  |